# Asplenium miradorense
Asplenium miradorense är en svartbräkenväxtart som beskrevs av Frederik Michael Liebmann. Asplenium miradorense ingår i släktet Asplenium och familjen Aspleniaceae. Inga underarter finns listade.